# Jorge Maniaces
Jorge Maniaces (em italiano: Giorgio Maniace; em grego: Γεώργιος Μανιάκης; romaniz.: Geṓrgios Maniákēs) foi um general bizantino, nascido na Macedônia em 998 e falecido em Tessalônica em 1043. Foi o catepano da Itália em 1042. Ele é conhecido como Guirgir nas sagas escandinavas. Diz-se popularmente que era extremamente alto e bem construído, quase um gigante.

## Biography
Maniaces foi um general grego do Império Bizantino que se tornou proeminente durante uma campanha em 1030-1031, quando o Império Bizantino foi derrotado em Alepo, mas passou a capturar Edessa dos árabes. Sua maior conquista foi a reconquista parcial da Sicília dos árabes a partir de 1038. Aqui, ele foi auxiliado pela Guarda Varangiana, que na época era liderada por Haroldo Hardrada, que mais tarde se tornou rei da Noruega.  Havia também mercenários normandos com ele, sob Guilherme de Altavila, que ganhou seu apelido de Braço de Ferro ao derrotar o emir da Sicília em um único combate. No entanto, ele logo baniu seu almirante, Estêvão, cuja esposa era irmã de João, o Orfanotrofo, o homem mais graduado da corte. Ele então humilhou publicamente Arduíno, líder do contingente lombardo, o que os levou a desertar, junto com os normandos e nórdicos. Em resposta, ele foi chamado de volta pelo imperador Miguel IV, que também era cunhado de Estêvão. Embora os árabes logo tenham retomado a ilha, os sucessos de Maniaces lá mais tarde inspiraram os normandos a invadir a Sicília.

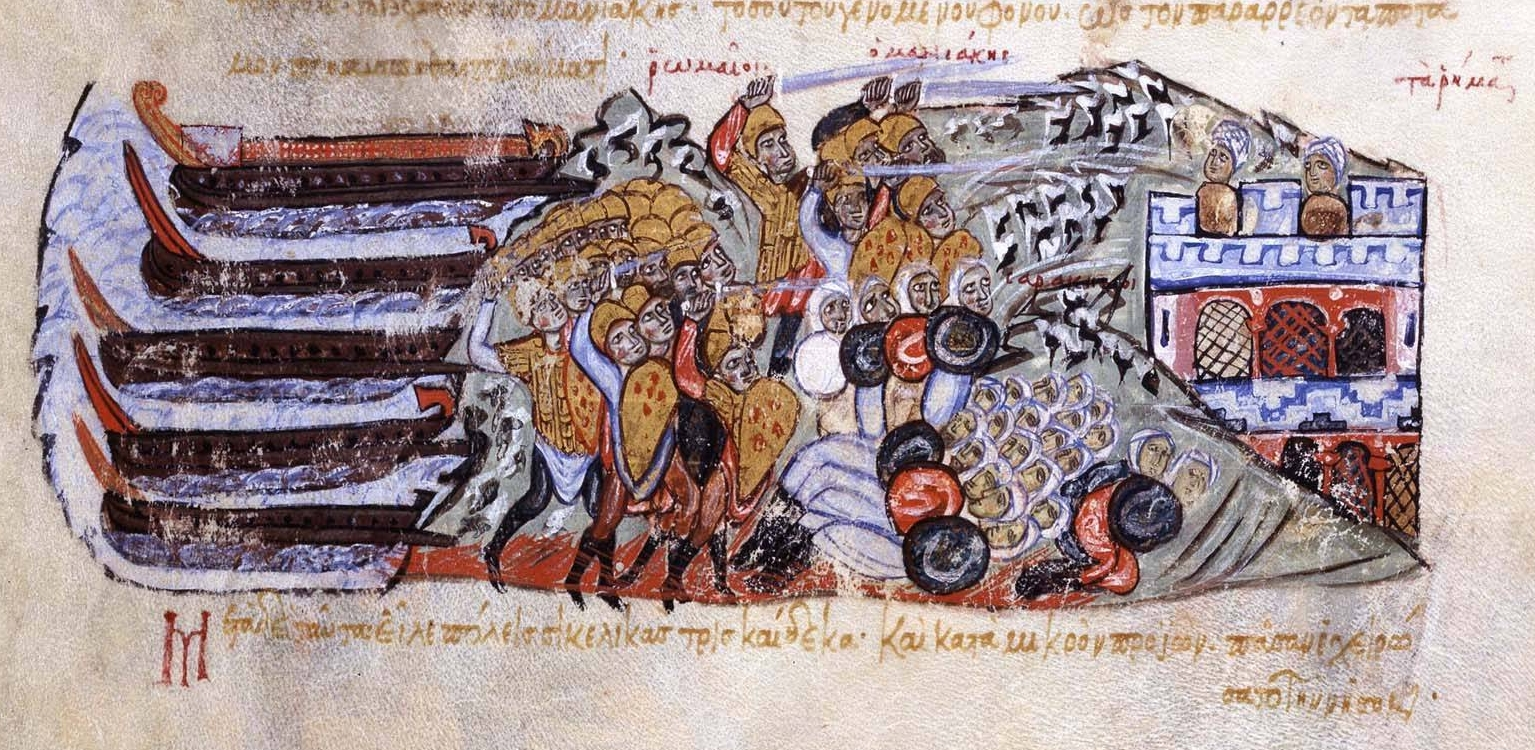
Os bizantinos sob Jorge Maniaces desembarcam na Sicília e derrotam os árabes.

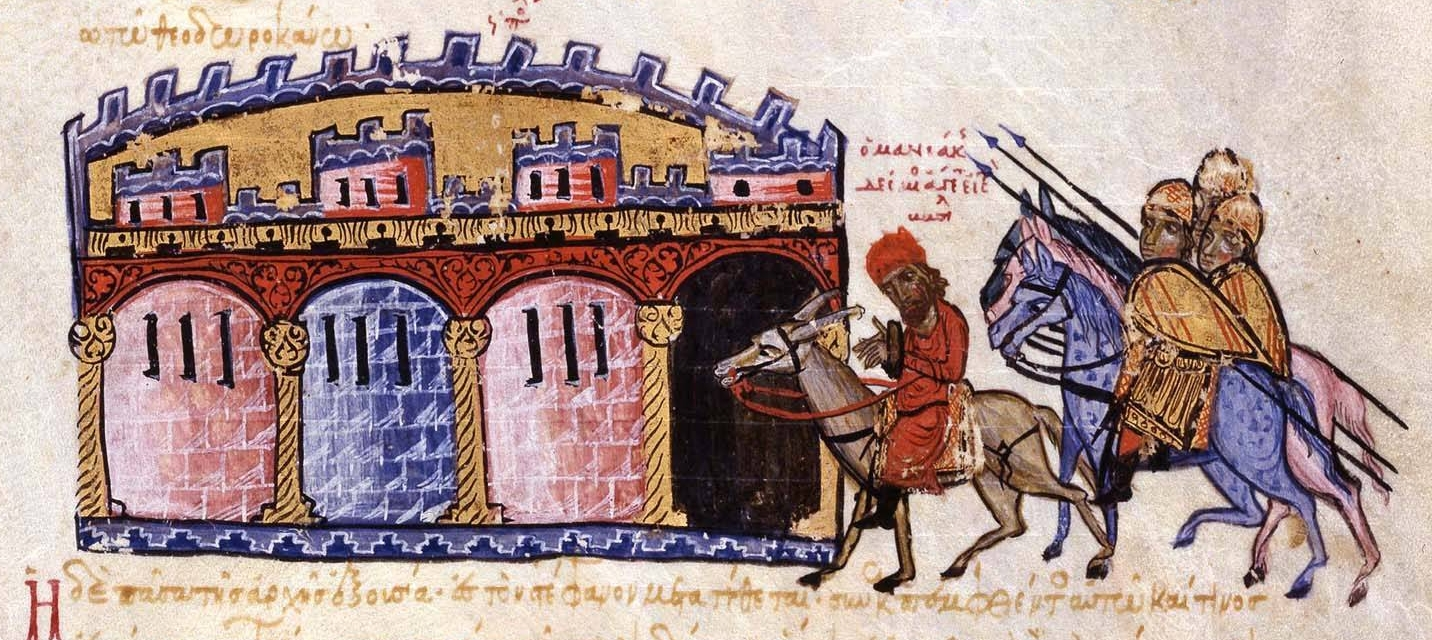
Maniaces é trazido para Constantinopla sentado em um burro.

As realizações de Maniaces na Sicília foram amplamente ignoradas pelo imperador, e ele se revoltou contra Constantino IX em 1042, embora tivesse sido nomeado catepano da Itália. O indivíduo particularmente responsável por antagonizar Maniaces em revolta foi um Esclero Romano. Esclero, como Maniaces, era um dos proprietários de terras imensamente ricos que possuíam grandes áreas da Anatólia - suas propriedades eram vizinhas às de Maniaces e havia rumores de que os dois se atacaram durante uma disputa pela terra. Esclero devia sua influência sobre o imperador a sua famosa e encantadora irmã Maria Esclera, que, na maioria das áreas, foi uma influência altamente positiva sobre Constantino. Encontrando-se em uma posição de poder, Esclero o usou para envenenar Constantino contra Maniaces – saqueando a casa deste e até seduzindo sua esposa, usando o charme pelo qual sua família era famosa. A resposta de Maniaces, quando confrontado com Esclero exigindo que ele entregasse o comando das forças do império na Apúlia para ele, foi torturá-lo brutalmente até a morte, depois de selar seus olhos, ouvidos, nariz e boca com excremento. Maniaces foi então proclamado imperador por suas tropas (incluindo os varangianos) e marchou em direção a Constantinopla. Em 1043, seu exército entrou em confronto com tropas leais a Constantino perto de Tessalônica e, embora inicialmente bem-sucedido, Maniaces foi morto durante a confusão depois de receber um ferimento fatal (de acordo com o relato de Pselo). A punição extravagante de Constantino aos rebeldes sobreviventes foi desfilá-los no Hipódromo, sentados de costas em burros. Com sua morte, a rebelião cessou. Na Sicília, a cidade de Maniace e a fortaleza siracusana de Castello Maniace têm o seu nome.